# Aglia inornata
Aglia inornata är en fjärilsart som beskrevs av Mezger. 1935. Aglia inornata ingår i släktet Aglia och familjen påfågelsspinnare. Inga underarter finns listade i Catalogue of Life.